# Rýzia
Rýzia är en ort i Grekland.   Den ligger i prefekturen Nomós Kilkís och regionen Mellersta Makedonien, i den norra delen av landet, 300 km norr om huvudstaden Aten. Rýzia ligger 31 meter över havet och antalet invånare är 677.
Terrängen runt Rýzia är lite kuperad. Runt Rýzia är det ganska tätbefolkat, med 72 invånare per kvadratkilometer. Närmaste större samhälle är Koufália, 16,9 km söder om Rýzia. Trakten runt Rýzia består till största delen av jordbruksmark.